# Winnipeg Warriors
Winnipeg Warriors byl kanadský juniorský klub ledního hokeje, který sídlil ve Winnipegu v provincii Manitoba. V letech 1980–1984 působil v juniorské soutěži Western Hockey League. Zanikl v roce 1984 přestěhováním do Moose Jaw, kde byl vytvořen tým Moose Jaw Warriors. Své domácí zápasy odehrával v hale Winnipeg Arena s kapacitou 10 100 diváků. Klubové barvy byly černá, červená a bílá.
Nejznámější hráči, kteří prošli týmem, byli např.: Randy Gilhe, Mike Keane nebo Mick Vukota.

## Přehled ligové účasti
Zdroj: 
- 1980–1984: Western Hockey League (Východní divize)